# No Line on the Horizon
No Line on the Horizon je dvanácté studiové album irské skupiny U2, vydané v únoru 2009. Nahráváno bylo od května 2007 do prosince 2008 a o produkci se starali Brian Eno, Daniel Lanois a Steve Lillywhite. První práce na albu proběhly již v roce 2006 s producentem Rickem Rubinem; žádná z písní nahraných v této době však nakonec použita nebyla.

## Seznam skladeb
| Pořadí | Název                                     | Délka |
| ------ | ----------------------------------------- | ----- |
| 1.     | No Line on the Horizon                    | 4:12  |
| 2.     | Magnificent                               | 5:24  |
| 3.     | Moment of Surrender                       | 7:24  |
| 4.     | Unknown Caller                            | 6:03  |
| 5.     | I'll Go Crazy If I Don't Go Crazy Tonight | 4:14  |
| 6.     | Get on Your Boots                         | 3:25  |
| 7.     | Stand Up Comedy                           | 3:50  |
| 8.     | Fez – Being Born                          | 5:17  |
| 9.     | White as Snow                             | 4:41  |
| 10.    | Breathe                                   | 5:00  |
| 11.    | Cedars of Lebanon                         | 4:13  |

## Obsazení
U2
- Bono – zpěv, kytara
- The Edge – kytara, klavír, doprovodné vokály
- Adam Clayton – baskytara
- Larry Mullen mladší – bicí, perkuse

Ostatní hudebníci
- Caroline Dale – violoncello
- Brian Eno – programování, syntezátory, zpěv
- Daniel Lanois – kytara, zpěv
- Terry Lawless – klavír, klávesy
- Sam O'Sullivan – perkuse
- Cathy Thompson – housle
- Louis Watkins – zpěv
- Richard Watkins – francouzský roh
- will.i.am – klávesy, zpěv